# موزه ملی دریانوردی کره جنوبی
موزه ملی دریانوردی کره، (به کره ای: 국립 해양 박물관) سومین موزه بزرگ جمهوری کره است که در ۹ ژوئیه سال ۲۰۱۲ در شهر بوسان، بزرگترین شهر بندری در کره جنوبی، افتتاح شد.
در این موزه بیش از ۱۲۰۰۰ شی مربوط به دریا و دریانوردی به نمایش گذاشته شده‌است، از جمله ماکت «کشتی لاک پشتی چوسان» که بزرگترین ماکت در کره جنوبی است_ نصف اندازه کشتی واقعی.
امکانات این موزه عبارت‌اند از: ۸ سالن نمایشگاه دائمی، کتابخانه‌ای با ۵۰۰۰۰ کتاب دریایی و بندری و اتاق چندرسانه‌ای، موزه کودکان برای کودکان زیر ۷ سال، رستوران، آکواریوم با عمق ۴٫۸ متر، تصاویر سه بعدی، یک سالن سینما 4D و رصدخانه‌ای که می‌توان با آن نمای اطراف و دریا را مشاهده کرد.

## توضیحات هر طبقه

### طبقه اول
طبقه اول، شامل یک سالن بزرگ چند منظوره با ظرفیتی متناسب با انواع نمایشگاه‌ها با موضوعات مختلف و سالن نمایش اصلی برای اجراها و سمینارهای گوناگون می‌باشد. هچنین، کتابخانه دریایی که در آن کتابها و مجلات دریایی در مورد طیف گسترده‌ای از موضوعات به همراه بایگانی مخصوص برای کودکان وجود دارد.

### طبقه دوم
در طبقه دوم موزه کودکان قرار دارد که می‌توان در آن اجراهایی را برای کودکان همراه با انواع فعالیت‌های مبتنی بر تجربه با موضوع اقیانوس و محیط زیست مشاهده کرد. برای راحتی خانواده‌ها امکاناتی همچون اتاق مادر و کودک تعبیه شده‌است. همچنین نمایشگاهی با موضوعات گوناگون و مرتبط با دریا و اقیانوس در سالن ویژه نمایشگاه‌ها وجود دارد.

### طبقه سوم
در این طبقه می‌توان اشیاء و آثار تاریخی دریایی بسیاری که رابطه انسان با دریا و اقیانوس را طی سالهای گذشته به نمایش می‌گذارند، مشاهده کرد. همچنین این امکان وجود دارد که از نزدیک تعدادی از موجودات یا گیاهان دریایی را که در آکواریوم و سالن مربوط به زندگی دریایی وجود دارند، نگاه یا لمس کرد.

### طبقه چهارم
در این طبقه می‌توان از تالار صنعت دریایی بازدید کرد که در آن دربارهٔ پتانسیل اقتصادی و بهره‌وری اقیانوس توضیح داده شده، تالار علوم دریانوردی به منظور نمایش توسعه پایدار و سالن سرزمین دریایی که نشان دهنده پتانسیل و توسعه آینده اقیانوس است. همچنین شامل تئاتر 4D جایی که می‌توان دنیای دریایی را کاملاً واقع بینانه تجربه کرد؛ و کتابخانه دریایی در موزه ملی دریانوردی کره جنوبی که کتاب‌های ویژه داخلی و خارجی و رسانه‌های دیجیتالی را در مورد موزه‌شناسی و باستان‌شناسی گردآوری کرده‌است، این آثار حاوی داده‌هایی در زمینه‌های فرهنگ دریایی، تاریخ دریانوردی و چهره‌های سرشناس دریایی است.

### نمایشگاه فرهنگ دریایی
این نمایشگاه با موضوعات ادیان دریایی و تکنیک‌ها و روش‌های سنتی ماهیگیری که در میان جوامعی که امرار معاش خود را از دریا می‌گرفتند امری عادی بود، برگزار شده‌است. تاریخ و چهره‌های سرشناس دریانوردی، فناوری و قدرت دریانوردی پیشینیان، شکل‌ها و نقوش کشتی‌های سنتی کره‌ای، مسیرهای آبی که در آن سفر می‌کردند سوابق مبادلات و آثار آن‌ها نیز نمایش داده شده‌است.